# Renier Brentjens
Renier Joseph Brentjens ist ein Onkologe niederländischer Herkunft am Roswell Park Comprehensive Cancer Center und Professor an der University at Buffalo (beide in Buffalo, New York). Er gilt als einer der Begründer der CAR-T-Zell-Therapie.

## Leben und Wirken
Brentjens wurde in den Niederlanden geboren und wuchs in Buffalo, New York, auf. Er erwarb 1989 am Davidson College einen Bachelor in Geschichte und 1996 an der University at Buffalo einen kombinierten M.D. als Abschluss des Medizinstudiums und Ph.D. in Mikrobiologie und Immunologie. Seine Facharztausbildung für Innere Medizin absolvierte er am Yale New Haven Hospital der Yale University und für Onkologie am Memorial Sloan Kettering Cancer Center (MSKCC) in New York City.
2007 erhielt er eine erste Professur (Assistant Professor) für Innere Medizin am Weill Cornell Medical College und stieg bis 2019 zu einer ordentlichen Professur auf. Seit 2021 ist Brentjens Vizedirektor des Roswell Park Comprehensive Cancer Center. Gleichzeitig hat er dort einen Lehrstuhl (Chair) für Krebsmedizin und an der University at Buffalo eine Professur für Innere Medizin inne. Weiterhin ist er am Weill Cornell Medical College noch Adjunct Professor für Pharmakologie.
Am MSKCC konnte Brentjens noch während seiner Facharztausbildung in ersten präklinischen Studien das Potential genetisch veränderter T-Zellen zeigen, die gegen das B-Lymphozytenantigen CD19 gerichtet sind. Als Forschungsgruppenleiter gelang es Brentjens und Mitarbeitern die Ergebnisse in die Behandlung von Patienten einfließen zu lassen, die an Rückfällen von CD19-positiven Leukämien litten (Translationale Forschung). Weitere Arbeiten befassen sich mit der Übertragung der Methode auf andere Krebsarten, darunter solide Tumoren.
Seit 2015 ist Renier Brentjens gewähltes Mitglied der American Society for Clinical Investigation. 2024 erhielt er (gemeinsam mit Zelig Eshhar, Carl June und Michel Sadelain) „für wegweisende Anwendungen von chimären Antigenrezeptoren zur Modifikation von T-Zellen für die adoptive Immuntherapie von Krebs und Autoimmunerkrankungen“ den mit 500.000 US-Dollar dotierten Warren Alpert Foundation Prize.
Laut Datenbank Scopus hat Brentjens (Stand Juli 2024) einen h-Index von 69.